# Pyxichromis
Pyxichromis és un gènere de peixos pertanyent a la família dels cíclids.

## Taxonomia
- Pyxichromis orthostoma (Regan, 1922)[2]
- Pyxichromis paradoxus (Lippitsch & Kaufman, 2003)[3]
- Pyxichromis parorthostoma (Greenwood, 1967) †[4][5][6][7][8][9][10]